# وزارت بازرگانی (ایران)
وزارت بازرگانی؛ مسئول توسعه و بهبود امکانات بازرگانی ایران و تنظیم قوانین و سیاست‌های کشور برای نیل به این هدف بود. در ۱۲ تیر ۱۳۹۰ این وزارت‌خانه با وزارت صنایع و معادن ایران ادغام گردید و با ادغام این وزارتخانه‌ها وزارت صنعت، معدن و تجارت به وجود آمد.

## احیا
در تاریخ ۳ مهر ۱۳۹۸ اعضای مجلس ایران با احیای دوباره وزارت بازرگانی موافقت کردند، طرحی که به گفته کارشناسان ۲۰۰۰ میلیارد تومان هزینه دارد.  در خرداد سال ۱۴۰۲ لایحه تشکیل وزارت بازرگانی با قید دو فوریت در مجلس شورای اسلامی تصویب شد و قرار شد که این وزارتخانه کار خود را از سر بگیرد.
در نشست علنی روز ۱۲ آذر ۱۴۰۲، مجلس شورای اسلامی در جریان رسیدگی به درخواست ۴۳ نفر از نمایندگان برای مسکوت ماندن لایحه دو فوریتی تشکیل وزارت بازرگانی به مدت ۶ ماه با ۱۵۴ رأی موافق، ۷۵ رأی مخالف و یک رأی ممتنع از مجموع ۲۴۱ نماینده حاضر در جلسه با مسکوت ماندن این لایحه موافقت کردند.
از جمله استدلال های مطرح شده برای احیای وزارت بازرگانی می توان به این موارد اشاره نمود :
- یکپارچه سازی سیاستگذاری ها و چابکی در امور بازرگانی و تجاری : سیاست‌ های تجاری و بازرگانی در وزارتخانه‌های صنعت و معدن و وزارت کشاورزی با رویکردهای ناهمگون و ناسازگار به صورت چندپاره اتخاذ نشود .
- تقویت و تجمیع ابزارهای نظارتی دولت بر بازار.
- کنترل موثرتر قیمت‌ها و مقابله با تورم .
- نظارت موثرتر بر روند بازرگانی برون مرزی، جلوگیری از واردات بی رویه و بسترسازی برای ارتقا صادرات.
- تسهیل بازرگانی و بهبود فضای کسب وکار و رونق تجارت داخلی .
- حمایت جدی‌تر از مصرف‌کنندگان.[۴]
- حمایت موثر تر از کسب وکار ها ، تقویت آنها و کارآفرینی.

## تاریخچه

### پیش از انقلاب
نخستین بار در سال ۱۲۸۹ قمری «وزارت تجارت» توسط ناصرالدین شاه تأسیس گردید که وظیفه آن ایجاد ارتباط بین دولت و بازرگانان و انجام سایر امور تجاری مملکت بود.در سال ۱۳۱۸ بنا به پیشنهاد فرهنگستان ایران «وزارت تجارت» به «وزارت بازرگانی» تغییر نام یافت.
در سال ۱۳۵۳ «وزارت بازرگانی» از وزارت اقتصاد تفکیک و به‌طور مستقل و با اهداف مشخص شروع به فعالیت نمود. در ۱۶ تیر ۱۳۵۳ قانون تشکیل این وزارتخانه به تصویب مجلس شورای ملی، و در ۲۶ تیر همان سال به تصویب مجلس سنای آن زمان رسید.

### پس از انقلاب
در سال ۱۳۵۹ مجدداً تشکیلات وزارت بازرگانی با تغییراتی به تصویب سازمان امور اداری و استخدامی کشور رسید که شامل ۹ معاونت بود.
تشکیلات وزارت بازرگانی که از سال ۱۳۵۹ بدون تغییر باقی‌مانده بود در سال ۱۳۷۷ با جهت‌گیری تصویب بخش کارشناسی و تخصصی، کوچک‌سازی و واگذاری امور خدماتی و پشتیبانی به بخش غیردولتی در مسیر تحول قرار گرفت. تشکیلات وزارت بازرگانی با اصلاحاتی در دی ماه ۱۳۸۳ با چهار معاونت و هشت مؤسسه و شرکت وابسته به تأیید سازمان مدیریت و برنامه‌ریزی رسید.
در سال ۱۳۸۴ و با پیشنهاد وزیر بازرگانی، «معاونت هماهنگی، توسعه منابع و امور مجلس» به دو معاونت اداری و مالی و معاونت هماهنگی و امور مجلس تفکیک گردید، و تعداد معاونت‌ها به پنج معاونت افزایش یافت.

## اهداف
- فراهم نمودن موجبات توسعه و بهبود امور بازرگانی کشور.
- تنظیم و اجرای سیاست‌ها، خط مش‌ها و مقررات بازرگانی کشور به‌طور گسترده و همه جانبه.

## وظایف

### وظایف سیاستگزاری
- تنظیم و اجرای سیاست‌ها، خط مشی‌ها و مقررات بازرگانی کشور.
- تنظیم روابط تجاری و انعقاد قراردادهای بازرگانی با سایر کشورها با رعایت مقررات مربوط.
- تنظیم ضوابط و مقررات صادرات و واردات سالانه کشور و نظارت بر اجرای آن.
- سیاستگزاری و کنترل و نظارت و تنظیم بازار محصولات و ایجاد تسهیلات در تأمین کالاها و مواد اولیه مورد نیاز.
- نظارت و حفظ تعادل بهای تولیدات داخلی و کالاهای وارده به کشور و بررسی شرایط تولید تا مرحله مصرف.
- تدوین سیاست‌های پرداخت یارانه کشور با همکاری دستگاه‌های ذی‌ربط و هماهنگی در تنظیم یارانه‌های مواد غذایی با وزارت بهداشت، درمان و آموزش پزشکی.
- تهیه و تنظیم و کنترل تراز تجاری کشور.
- اصلاح نظام تعرفه‌های گمرکی.
- اتخاذ تدابیر لازم و اصلاح مقررات مربوط به ورود و صدور کالا و خدمات در جهت تسهیل تجاری.

### وظایف برنامه‌ریزی
- برنامه‌ریزی و اقدام لازم برای تأمین ثبات اقتصادی و همکاری در کنترل تورم.
- تنظیم بازار داخلی برای محصولات و کالاهای تولیدی و مصرفی و فراورده‌های کشاورزی و دامی.
- بررسی و انجام امور مربوط به توصیه‌های سازمان جهانی گمرک و سازمان‌های بین‌المللی استاندارد جهانی.
- انجام بررسی‌های لازم و تهیه گزارش‌ها و پیشنهادهای مناسب به منظور رفع تنگناها و مشکلات موجود در جهت تشویق و توسعه امر صادرات با توجه به اهداف برنامه‌های دولت.
- برنامه‌ریزی و اجرای برنامه‌های خرید و فروش محصولات کشاورزی به صورت تضمینی با استفاده از بودجه عمومی، وجوه اداره شده یا تسهیلات بانکی.
- مطالعه و بررسی جهت تنظیم سیاست‌های کلان تجاری در خصوص فراهم آوردن زمینه مشارکت روزافزون در نظام تجارت چندجانبه و در سایر ترتیبات و موافقت نامه‌های بین‌المللی و منطقه‌ای مربوط با همکاری سایر وزارتخانه‌ها و سازمان‌های ذیربط.
- اعمال نظارت‌های لازم بر اجرای سیاست‌ها و برنامه‌های بازرگانی کشور در بعد بین‌المللی و منطقه‌ای.
- قبول عضویت و شرکت در سازمان‌ها و مجامع بین‌المللی مربوط به امور بازرگانی.
- انجام وظایف و مأموریت‌های روابط تجاری با اتحادیه اروپا و امور مربوط به قراردادهای تجاری آن.
- انجام وظایف دولت جمهوری اسلامی ایران در رابطه با نمایندگی تام الاختیار تجاری ایران و عضویت در سازمان تجارت جهانی WTO.
- تهیه و تنظیم و ارائه آمار و اطلاعات نهایی واردات و صادرات کشور و تجزیه و تحلیل لازم به منظور دست یابی به الگوی مناسب در زمینه صاد رات و واردات کالا و خدمات.
- انجام تحقیقات، مطالعات و پژوهشهای لازم در زمینه‌های اقتصادی، بازرگانی و اداری به منظور نیل به اهداف کلان اقتصادی و بازرگانی کشور.

### وظایف هدایت و هماهنگی
- ایجاد هماهنگی بین فعالیت‌ها و خدمات مورد نیاز بازرگانی داخلی و خارجی کشور.
- تنظیم ضوابط و مقررات مربوط به نحوه ارائه خدمات موردنیاز بازرگانی داخلی و خارجی کشور.
- برقراری ارتباطات بین‌المللی و عنداللزوم انعقاد قراردادهای جهانی با سایر کشورها.
- حمایت و تشویق صادرات غیرنفتی کشور از طریق هدایت فعالیت‌های مربوط به ضمانت و بیمه صادرات، ارائه اعتبارات صادراتی داخلی و خارجی و پرداخت جوایز و تسهیلات به صادرکنندگان و تشکلهای صادراتی و تنظیم ضوابط و اجرای مقررات مربوط به تشویق صادرات و یارانه‌های صادراتی.
- فراهم‌سازی زمینه‌های رقابت و جلوگیری از بروز انحصار در فعالیت‌های تأمین و توزیع کالاهای اساسی به استثنای آن بخش از کالاهای اساسی که صرفاً به بخش کالابرگی اختصاص دارد.
- ایجاد تسهیلات به منظور توسعه صادرات از طریق تعرفه‌های تجاری و جلوگیری از دامپینگ و قاچاق کالا.
- انجام اقدامات و ایجاد تسهیلات لازم برای حضور کالاها و خدمات کشور در بازارهای جهانی.
- حمایت از حقوق تولیدکنندگان و مصرف کنندگان از طریق سیاستگزاری، نظارت بر قیمت، استاندارد، نحوه توزیع و کیفیت کالا و خدمات وارداتی و ساخت داخل.
- تهیه و تنظیم سیاست‌ها و راهبردها و نظارت بر برنامه‌های جامع تأمین و تدارک کالاهای اساسی، حساس و ضروری وارداتی و محصولات داخلی مورد نیاز و ایجاد هماهنگی لازم.
- تسهیل در اعمال تشریفات و مقررات گمرکی در راستای تشویق صادرات غیرنفتی.
- حمایت از سرمایه‌گذاری بخش خصوصی از طریق منابع بانکی و اعتبارات دولتی لازم به منظور تقویت این بخش در اقتصاد کشور.
- نظارت بر کلیه فعالیت‌های اصناف (اتحادیه‌های صنفی و واحدهای مربوطه).
- رسیدگی و حل اختلاف ناشی از اجرای قانون و مقررات گمرکی.
- برنامه‌ریزی برای تأمین، حمل، ذخیره‌سازی و توزیع کالاهای اساسی.
- اعمال مقررات گمرکی دربارهٔ معافیتها، ممنوعیتها، تشویق صادرات.
- تنظیم بازار دام، طیور، گوشت و متفرعات آن در جهت حمایت از تولیدکنندگان و مصرف کنندگان و ایجاد هماهنگی و اجرای سیاست‌های ارشادی در تولید، تبدیل و توزیع و بهبود کمی و کیفی آنها.
- اتخاذ تمهیدات و اقدام‌های لازم در جهت راه اندازی و استفاده گسترده از تکنولوژی روز در مبادلات بازرگانی کشور نظیر تجارت الکترونیکی، تبادل الکترونیکی اطلاعات و خط نماد و تدوین نظام جامع اطلاع‌رسانی بخش بازرگانی.
- هدایت سیاست‌های ارزی، پولی و تولیدی در جهت تحقق سیاست‌های تجاری
- ایجاد ساز و کار مناسب برای بهینه شدنه مصرف کالاهای اساسی و هدایت هدفمند یارانه‌های مربوط به امر تولید کالاهای مزبور در داخل کشور.
- نظارت بر واردات به موقع کالاهای اساسی، حساس و ضروری از طریق حضور مؤثر در بازارهای جهانی و انعقاد قراردادهای مناسب و بهینه و ایجاد هماهنگی‌های لازم.
- سیاستگزاری و برنامه‌ریزی در جهت نظارت بر امور مربوط به تخصیص ارز و گشایش اعتبار کالاهای مشمول زمان بندی گشایش اعتبارات.
- سیاستگزاری و برنامه‌ریزی در جهت تعیین اولویت نظارت و بازرسی به ویژه در برخورد با متخلفان.
- انجام وظایفی که براساس قوانین موضوعه کشور به عهده وزارتخانه گذاشته شده‌است.

## سازمان‌ها و شرکت‌های تابعه
- معاونت اداری مالی
- معاونت توسعه بازرگانی داخلی
- معاونت برنامه‌ریزی و امور اقتصادی
- شرکت کشتیرانی جمهوری اسلامی ایران
- شرکت سهامی فرش ایران
- شرکت مادر تخصصی بازرگانی دولتی ایران
- شرکت سهامی نمایشگاههای بین‌الملل
- مؤسسه مطالعات و پژوهشهای بازرگانی
- سازمان حمایت مصرف کنندگان و تولیدکنندگان
- سازمان توسعه تجارت ایران
- صندوق ضمانت صادرات ایران
- مرکز ملی شماره‌گذاری کالا
- مرکز امور اصناف و بازرگانان
- مرکز بازرسی کالاهای تجاری
- دفتر نمایندگی تام الاختیار تجاری
- رایزن‌های تجاری جمهوری اسلامی ایران
- مرکز توسعه تجارت الکترونیکی
- مرکز ملی فرش ایران

## وزیران بازرگانی پیش از انقلاب
- شکرالله قوام‌الدوله (۱۲۸۸)
- سلطان‌علی وزیر افخم
- حسین علاء
- صادق وثیقی (۱۳۱۷_۱۳۲۰)
- عبدالحسین هژیر (۱۳۲۰_۱۳۲۱)
- محمود بدر
- امان‌الله اردلان (عزالممالک) (۱۳۲۳)
- محمد نخعی (۱۳۲۳)
- حسنعلی کمال هدایت(۱۳۲۳)
- عباسقلی گلشائیان (۱۳۲۴)
- احمدعلی سپهر(۱۳۲۴-۱۳۲۵)
- هاشم صهبا (۱۳۲۴)
- ابوالقاسم نجم
- ایرج اسکندری(۱۳۲۵)
- کاظم خسروشاهی
- حمید سیاح(۱۳۲۵-۱۳۲۶)
- سید محمد سجادی( ۱۳۳۹-۱۳۴۰)
- علی‌اصغر پورهمایون( ۱۳۳۹-۱۳۴۰)
- فریدون مهدوی (۱۳۵۳_۱۳۵۴)
- محمدرضی ویشکایی (۱۳۵۷)
- احمد معمارزاده (آبان ۱۳۵۷ – ۱۶ دی ۱۳۵۷ )
- عباسقلی بختیار (سرپرست .دی ۱۳۵۷ – ۲۲ بهمن ۱۳۵۷)

## وزیران بازرگانی جمهوری اسلامی ایران
- رضا صدر (دولت موقت)
- حسین کاظم‌پور اردبیلی (دولت اول)
- حبیب‌الله عسگراولادی (دولت دوم و سوم)
- حسن عابدی جعفری (دولت سوم و چهارم)
- عبدالحسین وهاجی (دولت پنجم)
- یحیی آل اسحاق (دولت ششم)
- محمد شریعتمداری (دولت هفتم و هشتم)
- سید مسعود میرکاظمی (دولت نهم)
- مهدی غضنفری (دولت دهم)

## جستار های وابسته
- بازرگانی
- وزارت بازرگانی ایالات متحده آمریکا
- کسب وکار
- گمرک
- صادرات
- واردات